# Esmond Knight
Pour les articles homonymes, voir Esmond et Knight.
Esmond Knight est un acteur anglais, né Esmond Penington Knight à East Sheen (Surrey, Angleterre) le 4 mai 1906, mort d'une crise cardiaque à Londres (Angleterre) le 23 février 1987.

## Biographie
Esmond Knight débute en 1925 au théâtre, où il sera très actif jusqu'en 1984, principalement à Londres, et en particulier dans les pièces de William Shakespeare. Hors l'Angleterre, il jouera une fois à Broadway (New York) en 1953.
Au cinéma, il apparaît de 1928 à 1987, notamment dans plusieurs films britanniques du tandem Powell-Pressburger, ou encore dans des réalisations de Laurence Olivier (dont ses adaptations de trois pièces de Shakespeare en 1944, 1948 et 1955), avec qui il a également collaboré au théâtre. Notons qu'en 1960, dans le film Coulez le Bismarck !, il interprète le rôle de capitaine du Prince of Wales, sur lequel il servait en 1941 lors des opérations contre le Bismarck. Il fut alors grièvement blessé et devint aveugle, ne recouvrant que très partiellement la vue deux ans plus tard (il en sera handicapé durant toute la suite de sa carrière).
Dès 1937, il participe pour la télévision naissante à des adaptations de pièces de théâtre et par la suite, joue dans des téléfilms et séries, jusqu'en 1987.
De 1946 jusqu'à sa mort en 1987, Esmond Knight est l'époux en secondes noces de l'actrice Nora Swinburne, avec laquelle il joue plusieurs fois, au théâtre et au cinéma.

## Filmographie partielle

### au cinéma
- 1931 : 77 Park Lane d'Albert de Courville : Philip Connor
- 1934 : Le Chant du Danube (Waltzes from Vienna) d'Alfred Hitchcock
- 1935 : Crime Unlimited de Ralph Ince
- 1939 : The Arsenal Stadium Mystery de Thorold Dickinson
- 1940 : Espionne à bord (Contraband) de Michael Powell
- 1941 : This is England de David MacDonald
- 1943 : The Silver Fleet de Vernon Sewell et Gordon Wellesley
- 1944 : A Canterbury Tale de Michael Powell et Emeric Pressburger
- 1944 : L'Auberge fantôme (The Halfway House) de Basil Dearden
- 1944 : Henry V (The Chronicle History of King Henry the Fift with his Battell Fought at Agincourt in France) de Laurence Olivier
- 1947 : Au bout du fleuve (The End of the River) de Derek N. Twist
- 1947 : Holiday Camp de Ken Annakin
- 1947 : Uncle Silas de Charles Frank
- 1947 : Le Narcisse noir (Black Narcissus) de Michael Powell et Emeric Pressburger
- 1948 : Les Chaussons rouges (The Red Shoes) de Michael Powell et Emeric Pressburger
- 1948 : Hamlet de Laurence Olivier
- 1950 : La Renarde (Gone to Earth) de Michael Powell et Emeric Pressburger
- 1951 : Le Fleuve (The River) de Jean Renoir
- 1952 : Girdle of Gold de Montgomery Tully
- 1953 : The Steel Key de Robert Baker
- 1955 : Richard III de Laurence Olivier
- 1956 : Hélène de Troie (Helen of Troy) de Robert Wise
- 1957 : Le Prince et la danseuse (The Prince and the Showgirl) de Laurence Olivier
- 1958 : The Battle of the V1 de Vernon Sewell
- 1960 : Coulez le Bismarck ! (Sink the Bismarck !) de Lewis Gilbert
- 1960 : Le Voyeur (Peeping Tom) de Michael Powell
- 1965 : L'Espion qui venait du froid (The Spy who came from the Cold) de Martin Ritt
- 1968 : The Winter's Tale de Frank Dunlop
- 1969 : Where's Jack? de James Clavell
- 1969 : Anne des mille jours (Anne of the Thousand Days) de Charles Jarrott
- 1976 : La Rose et la Flèche (Robin and Marian) de Richard Lester
- 1984 : Element of Crime (Forbrydelsens element) de Lars von Trier
- 1987 : Superman 4 (Superman IV : The Quest for Peace) de Sidney J. Furie

### À la télévision (séries)
- 1959 : Ici Interpol (Interpol Calling), Saison 1, épisode 3 The Sleeping Giant
- 1961 : Destination Danger (Danger Man), Saison 1, épisode 21 Aventures de vacances (Vacation)
- 1962 : Le Saint (The Saint), Saison 1, épisode 4 Un souvenir de famille (The Covetous Headsman)
- 1969 : Doctor Who, Saison 6, épisode 6 « The Space Pirates » : Dom Issigri
- 1971 : La Cousine Bette (série TV)
- 1976 : Moi Claude empereur (I, Claudius), épisode 3 La Prophétie (Waiting in the Wings)
- 1978 : Le Retour du Saint (Return of the Saint), épisode 15 Les Collectionneurs (The Debt Collectors)

### À la télévision (téléfilms)
- 1959 : The Hill : Pontius Pilate (téléfilm)

## Théâtre
(pièces jouées à Londres, sauf mention contraire)
- 1925-1926 : Richard III, Les Joyeuses Commères de Windsor (The Merry Wives of Windsor), Comme il vous plaira (As you Like it), Jules César (Julius Caesar), Beaucoup de bruit pour rien (Much ado about Nothing), Roméo et Juliette (Romeo and Juliet), La Mégère apprivoisée (The Taming of the Shrew), Antoine et Cléopâtre (Antony and Cleopatra), Mesure pour mesure (Measure for Measure) et Le Marchand de Venise (The Merchant of Venice), de William Shakespeare (saison, avec Margaret Rutherford pour la plupart) ;
- 1926-1927 : Henry V, Hamlet (avec Heather Angel, Eric Portman), La Nuit des rois, ou Ce que vous voudrez (Twelfth Night, or What you will, avec Paul Cavanagh), Le Roi Jean (King John), Macbeth, Le Songe d'une nuit d'été (A Midsummer Night's Dream), Othello, le Maure de Venise (Othello, the Moor of Venice), Le Conte d'hiver (The Winter's Tale), La Comédie des erreurs (The Comedy of Errors) et La Tempête (The Tempest), de William Shakespeare ; St Patrick's Day de Richard Brinsley Sheridan (saison, avec George Coulouris pour la plupart) ;
- 1930 : Hamlet de Shakespeare, avec John Gielgud
- 1934 : Hamlet de Shakespeare, avec John Laurie, Sybil Thorndike
- 1937 : Wise Tomorrow de Stephen Powys, avec Martita Hunt, Diana Churchill, Nora Swinburne, Naunton Wayne
- 1938 : The Crest of the Wave d'Ivor Novello, avec Finlay Currie (à Bristol et en tournée)
- 1939 : La Force des ténèbres (Night Must Fall) d'Emlyn Williams, avec Dame May Whitty (+ producteur) (adaptée au cinéma en 1937 par Richard Thorpe)
- 1944 : Crisis in Heaven de Frances Clare, avec Barry Morse
- 1946 : Roméo et Juliette (Romeo and Juliet) de William Shakespeare, avec Michael Goodliffe
- 1946 : Sainte Jeanne (Saint Joan) et Homme et surhomme (Man and Superman) de George Bernard Shaw
- 1951 : César et Cléopâtre (Caesar and Cleopatra) de George Bernard Shaw, avec Laurence Olivier, Lyndon Brook, Peter Cushing, Vivien Leigh, Wilfrid Hyde-White, Norman Wooland
- 1953 : The Emperor's Clothes de George Tabori, avec Lee J. Cobb, Maureen Stapleton (à Broadway) ;
- 1954 : Bell, Book and Candle de John Van Druten, avec Joan Greenwood
- 1956 : The Caine Mutiny Court-Martial d'Herman Wouk, d'après son roman Ouragan sur le Caine (The Caine Mutiny ; adapté au cinéma en 1954), mise en scène de Lloyd Nolan, avec Nigel Stock, Lloyd Nolan (à Londres et Bristol)
- 1957 : La Provinciale (The Country Wife) de William Wycherley, avec Joan Plowright
- 1960-1961 : La Mégère apprivoisée de Shakespeare, avec Vanessa Redgrave, Diana Rigg
- 1961 : Becket ou l'Honneur de Dieu (Becket) de Jean Anouilh, avec Christopher Plummer, Diana Rigg
- 1962 : Two Stars for Comfort de John Mortimer, avec Trevor Howard
- 1962-1963 : Peer Gynt d'Henrik Ibsen ; Le Marchand de Venise et Mesure pour mesure de Shakespeare ; L'Alchimiste (The Alchemist) de Ben Jonson (saison, avec Leo McKern, Adrienne Corri, Catherine Lacey, Wilfrid Lawson, Vernon Dobtcheff, Lee Montague)
- 1966 : Les Troyennes (The Trojan Women) d'Euripide (à Édimbourg)
- 1973 : Réunion de famille (The Family Reunion) de T. S. Eliot, avec Edward Fox, Nora Swinburne (à Manchester)
- 1975 : The Cocktail Party de T. S. Eliot, avec Nora Swinburne (à Manchester)
- 1976 : Les Trois Sœurs (The Three Sisters) d'Anton Tchekhov
- 1978 : Crime et Châtiment (Crime and Punishment) d'après le roman éponyme de Fedor Dostoïevsky, avec Leo McKern (à Manchester)
- 1979 : Réunion de famille de T. S. Eliot, avec Edward Fox (reprise, à Londres et Manchester)
- 1982 : Hamlet de Shakespeare, avec Edward Fox
- 1984 : Les Diables (The Devils) de John Whiting